# Терудзукі (1942)
«Терудзукі» (Teruzuki, яп. 照月) — ескадрений міноносець Імперського флоту Японії типу «Акідзукі», який брав участь у Другій світовій війні.

## Історія створення
Корабель був закладений 30 листопада 1940 року на верфі «Міцубісі» в Нагасакі. Спущений на воду 21 листопада 1941 року, став до ладу 31 серпня 1942 року.

## Історія служби
По завершенні «Терудзукі» кілька тижнів займався тренуванням у водах Японського архіпелагу. 7 жовтня 1942-го його включили до 61-ї дивізії ескадрених міноносців, а 10 жовтня корабель вийшов з Йокосуки та 14 жовтня прибув на атол Трук у центральній частині Каролінських островів (ще до війни тут створили потужну базу японського ВМФ, з якої до лютого 1944-го провадили операції в низці архіпелагів). За кілька діб до того головні сили флоту вийшли з Труку, щоб патрулювати північніше від Соломонових островів з метою підтримки операцій на Гуадалканалі (за останній вже два місяці йшла важка битва). «Терудзукі» пішов за ними та приєднався до охорони авіаносного з'єднання адмірала Тюїті Наґумо (яка тепер складалась із 8 есмінців). 26 жовтня відбувся бій біля островів Санта-Крус, під час якої «Терудзукі» зазнав незначних пошкоджень внаслідок близького вибуху бомби. Надалі «Терудзукі» разом з есмінцями «Хацукадзе» і «Майкадзе» ескортував пошкоджені авіаносці «Сьокаку» та «Дзуйхо» на Трук, куди вони прибули 28 жовтня. З 29 жовтня «Терудзукі» пройшов відновлення за допомогою ремонтного судна «Акасі».
Невдовзі корабель залучили до запланованої японським командуванням великої операції з доставлення на Гуадалканал підкріплень, яка в підсумку вилилась у вирішальну битву надводних кораблів біля острова. 9 листопада з Труку вийшов загін адмірала Абе, два лінкори якого напередодні підходу транспортів мали провести артилерійський обстріл аеродрому Гендерсон-Філд (за місяць до того така операція була проведена доволі вдало). «Терудзукі» разом зі ще 5 есмінцями та легким крейсером входив до охорони головних кораблів, при цьому в підсумку до них приєднались ще 5 есмінців, які вийшли з якірної стоянки Шортленд (біля південного завершення острова Бугенвіль). У ніч проти 13 листопада біля Гуадалканалу загін Абе перестріло американське з'єднання із крейсерів та есмінців, яке зазнало значних втрат, проте зірвало обстріл аеродрому. «Терудзукі» взяв активну участь у бою (та звітував про ураження семи ворожих кораблів). Далі основна частина японського загону полишила район Гуадалканалу, проте «Терудзукі» певний час ще перебував тут для допомоги одному з лінкорів «Хіей», що унаслідок пошкоджень не зміг відійти та в підсумку був добитий авіацією.
У ніч проти 15 листопада японський загін, що складався з лінкора «Кірісіма», 2 важких та 2 легких крейсерів під охороною «Терудзукі» та ще 8 есмінців, знову спробував обстріляти Гендерсон-Філд, щоб підвищити шанси на розвантаження 4 суднам, які залишились від транспортного конвою (вдень 14 листопада останній був розгромлений авіацією, 6 транспортів затонуло, 1 був пошкоджений та попрямував на Шортленд). Операцію зірвало американське з'єднання, головну силу якого становили два лінкори. Японці зазнали поразки й «Терудзукі» разом із двома іншими есмінцями довелось провадити порятунок вцілілих з «Кірісіми». 18 листопада «Терудзукі» повернувся на Трук.
5—7 грудня 1942-го «Терудзукі» пройшов на стоянку Шортленд, щоб приєднатись до операцій з постачання Гуадалканалу (доставлення підкріплень та вантажів до місця активних бойових дій на швидкохідних кораблях стала типовою для японського флоту в цій кампанії). 11 грудня «Терудзукі» вийшов до острова у складі групи есмінців, виконавши при цьому функцію прикриття. У ніч проти 12 грудня біля Гуадалканалу «Терудзукі» був торпедований американськими торпедними катерами PT-37 та PT-40 і втратив хід. На кораблі виникла пожежа, яка за три години дісталася стелажів із глибинними бомбами, що призвело до вибуху та загибелі есмінця. Втім, у цьому бою загинуло лише 9 членів екіпажу, ще 197 моряків зняли есмінці «Наганамі» та «Арасі», а 156 перейшли на рятувальні човни та досягнули Гуадалканала.